# Evangelische Kirche Zweifall

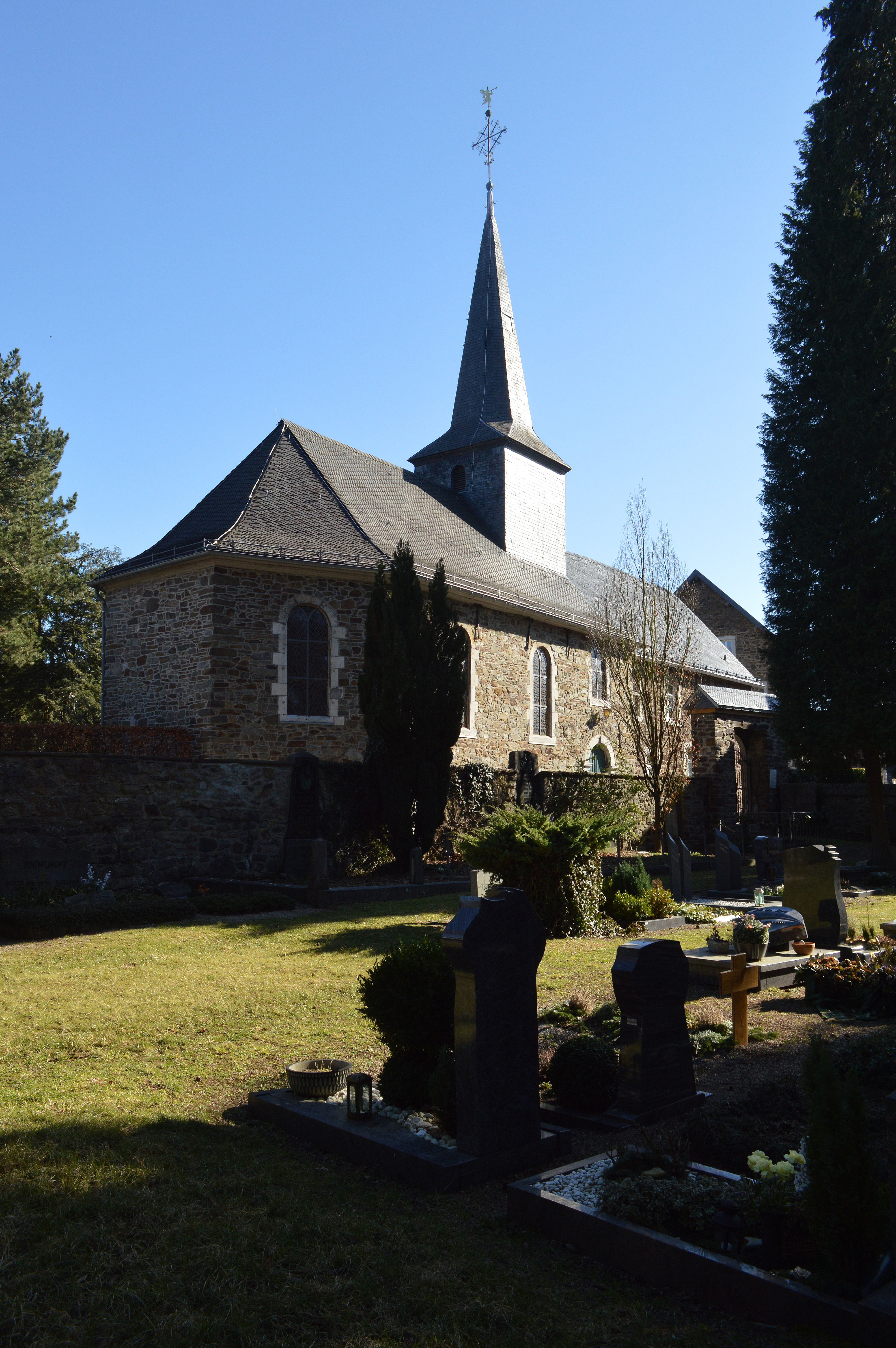
Evangelische Kirche Zweifall

Die Evangelische Kirche Zweifall im Stolberger Ortsteil Zweifall ist ein aus dem Jahre 1683 stammendes Kirchengebäude.

## Historie
Die evangelische Gemeinde in Zweifall wurde 1575 gegründet. Zunächst wurde der Gottesdienst entweder in Privathäusern oder auf dem Speicher des jetzigen alten Pfarrhauses gefeiert. 1683 errichtete man in Eigenleistung ein eigenes Gotteshaus. Hierzu brachte die Gemeinde Gelder in Höhe von 338 Reichstalern sowie Eisen- und Steinspenden auf.

## Architektur

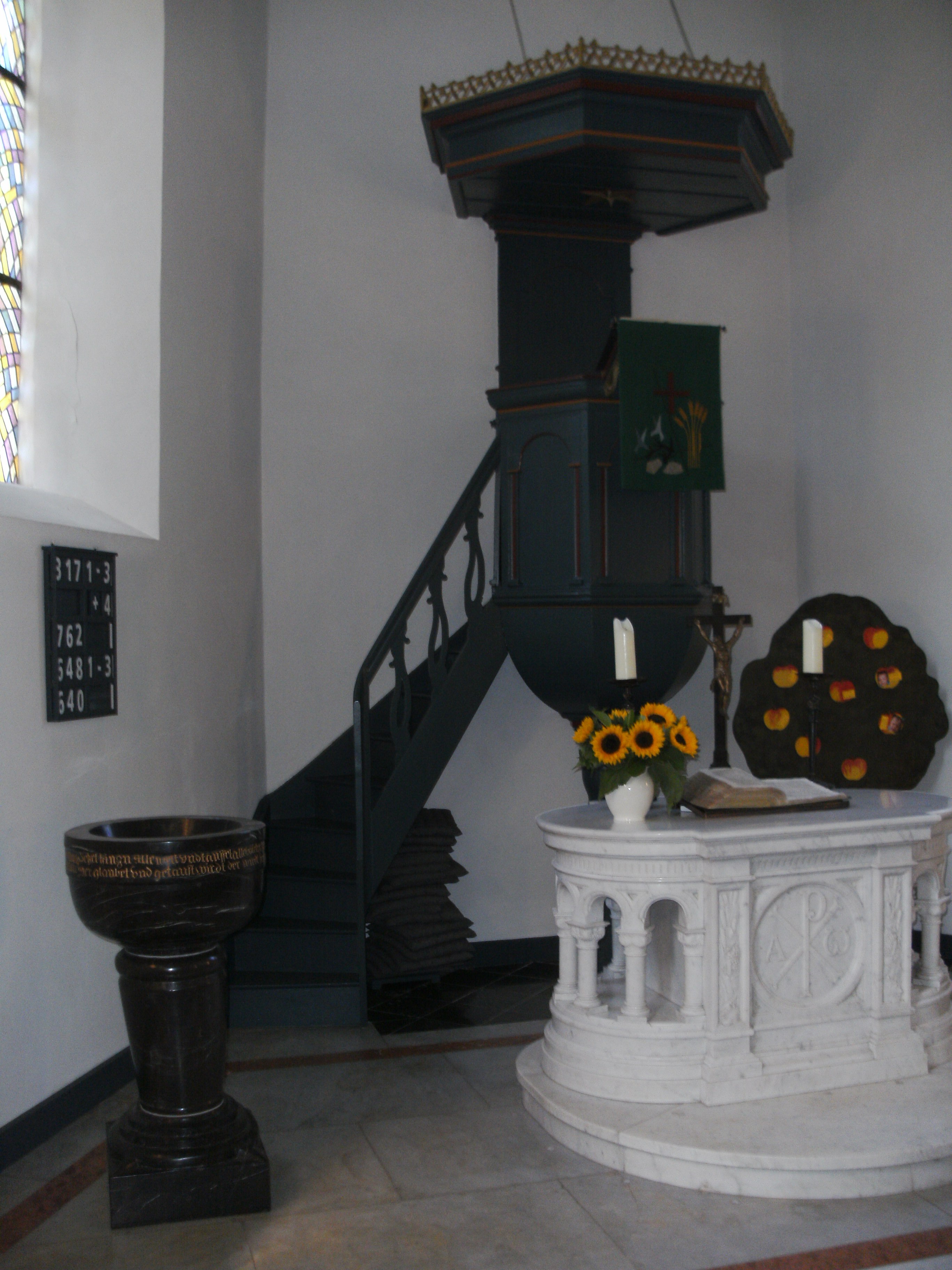
Altarraum

Die Kirche wurde aus Bruchstein errichtet. Sie besitzt eine Länge von fast 20 m. Als Kontrast heben sich die aus hellem Kalkstein bestehenden Rundbögen der Fenster und der Eingangstür von den grauen Wänden ab.
Im Mittelgang des Kirchenschiffes befand sich ursprünglich die Grabplatte des Reitmeisters Hilger Zülpich. Bei Renovierungsarbeiten im Jahre 2000/2001 wurde sie an eine Innenwand neben den Eingang verlagert.
Der ursprüngliche Holzaltar wurde 1910 durch einen Marmoraltar ersetzt. Nach der Inschrift auf der Rückseite handelt es sich um ein Geschenk des Pfarrers Berninghaus anlässlich seiner Silberhochzeit.
Der Taufstein wurde 1862 aus schwarzem Marmor gefertigt. Er trägt die Inschrift: Gehet hin in alle Welt und tauffet alle Völcker in dem Namen Gottes des Vatters, Gottes des Sohns und Gottes des Heiligen Geistes. Wer glaubet und getaufft wirdt, der wirdt selig werden, wer aber nicht glaubet, der wird verdampt werden.
Sechs Grabplatten, teils vor dem Altar als Bodenplatten, teils als Wandplatten, erinnern an zwei Pfarrer und vier Gemeindemitglieder.
Den Bau der Orgel 1828 ermöglichte unter anderem eine Spende von 400 Thalern Friedrich Wilhelm III.
Der Schlussstein über dem Portalbogen zeigt neben der Jahreszahl 1683 das Relief eines Buches mit der Überschrift Biblia und der Aufschrift Gottes Wortt bleibt Ewig. Auf dem Rundbogen des Portals ist die Inschrift Der Herr gesegne und behüte deinen Aus- und Eingang von nun ahn bis in Ewigkeit eingemeißelt.

## Kirchenschätze
Ein gusseisernes Kreuz und zwei silberne Kerzenleuchter stiftete 1835 der preußische König Friedrich Wilhelm III. 
Einen silbernen Abendsmahlkelch stifteten 1733 zwei Brüder zum Andenken an ihren verstorbenen Bruder. 1824 machte die Bibelgesellschaft Köln eine Altarbibel der Kirche zum Geschenk.